# Gmina Wangaratta

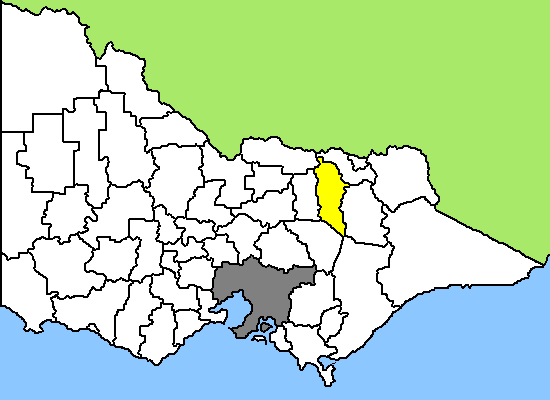
Gmina Wangaratta (na żółto) na mapie stanu Wiktoria

Gmina Wangaratta (ang. Rural City of Wangaratta) – obszar samorządu lokalnego (ang. local government area) położony w północno-wschodniej części stanu Wiktoria. Gmina została utworzona w roku 1994 w wyniku połączenia następujących jednostek: City of Wangaratta oraz z hrabstw Beechworth, Benalla, Oxley, Wangaratta i Yarrawonga.
Powierzchnia gminy wynosi 3764 km² i liczy 28663 mieszkańców (2009).
Ośrodkiem administracyjnym jest miasto Wangaratta. Władzę ustawodawczą sprawuje siedmioosobowa rada.
W celu identyfikacji samorządu Australian Bureau of Statistics wprowadziło czterocyfrowy kod dla Gminy Wangaratta – 6700.